# كاليتشور
القمر كاليتشور (بالإنجليزية: Kallichore)‏ المعروف أيضاً باسم المشتري الرابع والأربعون (بالإنجليزية:  Jupiter XLIV)‏، هو قمر طبيعي غير نظامي يتحرك بحركة تراجعية تابع لكوكب المشتري.
و ينتمي هذا القمر إلى مجموعة كارم المكونة جميعها من أقمار غير نظامية وتتحركة بحركة تراجعية دائرة حول المشتري على مسافة تتراوح بين 23 و 24 جيجامتر وزاوية ميلان تبلغ تقريباً 165°.

## اكتشافه
اكتشف هذا القمر فريق من علماء الفلك من جامعة هاواي بقيادة سكوت شيبارد في عام 2003 للميلاد، وتمت تسميته مؤقتاً بالاسم S/2003 J 11.
و من ثم تمت تسميته رسمياً في مارس من عام 2005 للميلاد نسبة إلى الحورية كاليتشور حسب الميثوجيا الإغريقية والتي يعتقد بأنها كانت واحدة من بنات زيوس وواحدة من إلهات الإلهام أو الميوزات اللاتي رعين ديونيسوس في صغره على جبل نيسا.

## خصائصه
يدور هذا القمر حول كوكب المشتري على مسافة متوسطة تبلغ 23,112 ميغامتر في 717.806 يوماً، بزاوية ميل يبلغ قدرها 165 درجة في اتجاه (°164 من خط الاستواء في المشتري) حسب مسير الشمس مع شذوذ مداري يبلغ قدره 0.2042.
و يبلغ قطر هذا القمر حوالي كيلومترين.

## وصلات خارجية
- Kallichore.com